# Liste du patrimoine immobilier classé d'Eupen
Cette page regroupe l'ensemble du patrimoine immobilier classé de la ville belge d'Eupen.
| Objet | Année de construction / Architecte                              | Adresse          | Section communale | Coordonnées                      | Numéro d’inventaire | Illustration |
| --- | --------------------------------------------------------------- | ---------------- | ----------------- | -------------------------------- | ------------------- | --- |
| Église Sainte-Catherine | Paraît remonter au XiVe siècle ou au XVe siècle                 |                  | Kettenis          | 50° 38′ 46″ nord, 6° 02′ 43″ est | 31321               | Église Sainte-Catherine |
| Die Fassaden und das Dach des Wohnteiles (ohne den Anbau im Süden), die Fassaden und das Dach des im Grundriss quadratischen Taubenturmes (ohne den niedrigeren Anbau im Westen), die Fassaden und das Dach der Stallungen im Osten (ohne die daran östlich angebauten Schuppen), die Einfriedungsmauer im Norden (ohne die sich daran anlehnenden Schuppen) sowie die Pflasterung des Binnenhofes des Gutes Schnellewind | 1737                                                            |                  |                   | 50° 38′ 13″ nord, 6° 02′ 18″ est | 31200               | Die Fassaden und das Dach des Wohnteiles (ohne den Anbau im Süden), die Fassaden und das Dach des im Grundriss quadratischen Taubenturmes (ohne den niedrigeren Anbau im Westen), die Fassaden und das Dach der Stallungen im Osten (ohne die daran östlich angebauten Schuppen), die Einfriedungsmauer im Norden (ohne die sich daran anlehnenden Schuppen) sowie die Pflasterung des Binnenhofes des Gutes Schnellewind |
| Potale Saint-Roch | 1724                                                            |                  | Kettenis          | 50° 39′ 22″ nord, 6° 02′ 30″ est | 31322               | Potale Saint-Roch |
| Château de Libermé (façade, toiture et portail d'entrée) | XVie siècle                                                     |                  | Kettenis          | 50° 39′ 06″ nord, 6° 02′ 56″ est | 31320               | Château de Libermé (façade, toiture et portail d'entrée) |
| Favrunbachtal |                                                                 |                  |                   | 50° 38′ 48″ nord, 6° 02′ 17″ est | 31047               | Favrunbachtal |
| Château Gross Weims | XiVe siècle                                                     |                  | Kettenis          | 50° 39′ 01″ nord, 6° 02′ 32″ est | 31317               | Château Gross Weims |
| Philippenhaus (façades, toiture et autel) | 1767                                                            |                  | Kettenis          | 50° 39′ 43″ nord, 6° 03′ 13″ est | 31323               | Philippenhaus (façades, toiture et autel) |
| Maison Winkelstrasse 8 (façades et toiture) | 1797                                                            |                  | Kettenis          | 50° 38′ 45″ nord, 6° 02′ 42″ est | 31318               | Maison Winkelstrasse 8 (façades et toiture) |
| Maison Winkelstrasse 10 (façades et toiture) |                                                                 |                  | Kettenis          | 50° 38′ 45″ nord, 6° 02′ 42″ est | 31319               | Maison Winkelstrasse 10 (façades et toiture) |
| Die Belgisch-Preussischen Grenzsteine (158-186) (+LONTZEN/Lontzen, SANKT VITH/Crombach und Recht und BURG-REULAND/Reuland und Thommen) | XiXe siècle                                                     |                  |                   | 50° 18′ 31″ nord, 6° 00′ 47″ est | 31215               | Die Belgisch-Preussischen Grenzsteine (158-186) (+LONTZEN/Lontzen, SANKT VITH/Crombach und Recht und BURG-REULAND/Reuland und Thommen) |
| Église SaintNicolas | 1726-1729 Laurenz Mefferdatis                                   |                  |                   | 50° 37′ 51″ nord, 6° 01′ 57″ est | 31133               | Église SaintNicolas |
| Pfarrhaus | 1707                                                            |                  |                   | 50° 37′ 52″ nord, 6° 01′ 58″ est | 31132               | Pfarrhaus |
| Alter Friedhof | 1861–1892                                                       |                  |                   | 50° 37′ 50″ nord, 6° 01′ 57″ est | 31131               | Alter Friedhof |
| Église de l'Immaculée Conception, avec son orgue et son mobilier | 1773-1776 Josef Moretti                                         |                  |                   | 50° 37′ 57″ nord, 6° 01′ 48″ est | 31128               | Église de l'Immaculée Conception, avec son orgue et son mobilier |
| Hôtel de ville et rectorat (façades et toitures), mur d'enceinte et alentours (cours intérieures agrémentées de plantes) | 1773—1776 Josef Moretti                                         |                  |                   | 50° 37′ 57″ nord, 6° 01′ 48″ est | 31138               | Hôtel de ville et rectorat (façades et toitures), mur d'enceinte et alentours (cours intérieures agrémentées de plantes) |
| Chapelle Saint-Lambert | 1690                                                            |                  |                   | 50° 37′ 57″ nord, 6° 02′ 22″ est | 31139               | Chapelle Saint-Lambert |
| Chapelle de la Décollation de saint Jean-Baptiste | 1748 Johann Joseph Couven                                       |                  |                   | 50° 37′ 59″ nord, 6° 02′ 53″ est | 31127               | Chapelle de la Décollation de saint Jean-Baptiste |
| Bâtisse Bergstrasse 64 (façade à l'est et toiture) | XViiie siècle                                                   |                  |                   | 50° 37′ 41″ nord, 6° 02′ 00″ est | 31151               | Bâtisse Bergstrasse 64 (façade à l'est et toiture) |
| Église de la Paix, avec une chaire, 22 dalles funéraires dans le vieux cimetière et un mur d'enceinte | 1851-1855 Stein                                                 |                  |                   | 50° 37′ 51″ nord, 6° 02′ 05″ est | 31325               | Église de la Paix, avec une chaire, 22 dalles funéraires dans le vieux cimetière et un mur d'enceinte |
| L'orgue de l'Église de la Paix | 1907 Eberhard Friedrich Walcker                                 |                  |                   | 50° 37′ 51″ nord, 6° 02′ 04″ est | 31495               | L'orgue de l'Église de la Paix |
| Eiskeller Borngasse (Eingang, die diesen flankierenden Mauern, der bruchsteingewölbte Gang) | 1869                                                            |                  |                   | 50° 37′ 48″ nord, 6° 02′ 05″ est | 31208               | Eiskeller Borngasse (Eingang, die diesen flankierenden Mauern, der bruchsteingewölbte Gang) |
| Bergkapelle (façades et toiture) | 1712                                                            |                  |                   | 50° 37′ 29″ nord, 6° 02′ 03″ est | 31204               | Bergkapelle (façades et toiture) |
| Église néogothique Saint-Joseph et son mobilier néogothique | 1854-1869 Vincenz Statz (de)                                    |                  |                   | 50° 37′ 23″ nord, 6° 02′ 23″ est | 31406               | Église néogothique Saint-Joseph et son mobilier néogothique |
| Chapelle Saint-Michel et alentours, Stockem | 1700                                                            |                  | Stockem           | 50° 37′ 53″ nord, 6° 00′ 55″ est | 31140               | Chapelle Saint-Michel et alentours, Stockem |
| Fontaine de la Vierge Marie | Vers 1774                                                       |                  |                   | 50° 37′ 50″ nord, 6° 01′ 53″ est | 31421               | Fontaine de la Vierge Marie |
| Bâtisse Borngasse 1 (façades et toiture) | 1818                                                            |                  |                   | 50° 37′ 48″ nord, 6° 02′ 03″ est | 31207               | Bâtisse Borngasse 1 (façades et toiture) |
| Croix au Heidberg | 1819                                                            |                  |                   | 50° 37′ 59″ nord, 6° 02′ 24″ est | 31422               | Croix au Heidberg |
| Bâtisse Edelstrasse 7 (façades et toiture) | XViiie siècle                                                   |                  |                   | 50° 37′ 27″ nord, 6° 02′ 13″ est | 31141               | Bâtisse Edelstrasse 7 (façades et toiture) |
| Sections des XVIIe et XVIIIe de l'ancien couvent des Récollectines au Heidberg | 1700–1727                                                       |                  |                   | 50° 38′ 00″ nord, 6° 02′ 26″ est | 31423               | Sections des XVIIe et XVIIIe de l'ancien couvent des Récollectines au Heidberg |
| Bâtisse Gospertstrasse 17 (façade et toiture) | XViiie siècle                                                   |                  |                   | 50° 37′ 55″ nord, 6° 02′ 06″ est | 31142               | Bâtisse Gospertstrasse 17 (façade et toiture) |
| Bâtisse Auf'm Rain 2 (Fassaden und Dach, Treppen zum Eingang mit Geländer) | 1720                                                            |                  |                   | 50° 37′ 49″ nord, 6° 02′ 29″ est | 31116               | Bâtisse Auf'm Rain 2 (Fassaden und Dach, Treppen zum Eingang mit Geländer) |
| Bâtisse Gospert 24 (Fassaden und Dächer der Teile des 18. Jh.'s, Gartenzimmer sowie Türen im Erdgeschoss) | 1701                                                            |                  |                   | 50° 37′ 55″ nord, 6° 02′ 04″ est | 31143               | Bâtisse Gospert 24 (Fassaden und Dächer der Teile des 18. Jh.'s, Gartenzimmer sowie Türen im Erdgeschoss) |
| Bâtisse Gospert 42 | XViiie siècle Laurenz Mefferdatis                               |                  |                   | 50° 37′ 56″ nord, 6° 02′ 06″ est | 31144               | Bâtisse Gospert 42 |
| Bâtisse Haasstrasse 1-3 (façades et toiture) | XViiie siècle                                                   |                  |                   | 50° 37′ 26″ nord, 6° 02′ 11″ est | 31146               | Bâtisse Haasstrasse 1-3 (façades et toiture) |
| Bâtisse Gospert 40-42 Garten |                                                                 |                  |                   | 50° 37′ 57″ nord, 6° 02′ 03″ est | 31326               | Bâtisse Gospert 40-42 Garten |
| Bâtisse Kaperberg 2-4 (Archives de l'État, Pater-Damian-Sekundarschule) (en partie du XVIIIe siècle) | 1724—1728 Laurenz Mefferdatis                                   |                  |                   | 50° 37′ 54″ nord, 6° 02′ 25″ est | 31148               | Bâtisse Kaperberg 2-4 (Archives de l'État, Pater-Damian-Sekundarschule) (en partie du XVIIIe siècle) |
| Bâtisse Haasstrasse 24 (façades et toiture) | XViiie siècle                                                   |                  |                   | 50° 37′ 25″ nord, 6° 02′ 17″ est | 31152               | Bâtisse Haasstrasse 24 (façades et toiture) |
| Bâtisse Gospert 52 (Stadtmuseum) | 1697                                                            |                  |                   | 50° 37′ 56″ nord, 6° 02′ 08″ est | 31126               | Bâtisse Gospert 52 (Stadtmuseum) |
| Demeure Gospert 56 | 1730 Laurenz Mefferdatis                                        |                  |                   | 50° 37′ 56″ nord, 6° 02′ 08″ est | 31221               | Demeure Gospert 56 |
| Bâtisse Gospert 68 (façades et toiture) | XViiie siècle                                                   |                  |                   | 50° 37′ 57″ nord, 6° 02′ 09″ est | 31145               | Bâtisse Gospert 68 (façades et toiture) |
| Bâtisse Kaperberg 8 (Parlement de la Communauté germanophone) | 1812                                                            |                  |                   | 50° 37′ 53″ nord, 6° 02′ 26″ est | 31160               | Bâtisse Kaperberg 8 (Parlement de la Communauté germanophone) |
| Bâtisse Haasstrasse 26 (façades et toiture) | XViiie siècle                                                   |                  |                   | 50° 37′ 25″ nord, 6° 02′ 17″ est | 31153               | Bâtisse Haasstrasse 26 (façades et toiture) |
| Bâtisse Haasstrasse 28 (façade et toiture) | 1645                                                            |                  |                   | 50° 37′ 24″ nord, 6° 02′ 18″ est | 31154               | Bâtisse Haasstrasse 28 (façade et toiture) |
| Bâtisse Kaperberg 31-33 | 1745                                                            |                  |                   | 50° 37′ 51″ nord, 6° 02′ 28″ est | 31339               | Bâtisse Kaperberg 31-33 |
| Bâtisse Haasstrasse 40 (façade et toiture) | 1748                                                            |                  |                   | 50° 37′ 24″ nord, 6° 02′ 19″ est | 31336               | Bâtisse Haasstrasse 40 (façade et toiture) |
| Bâtisse Kirchstrasse 1 (façades et toiture) | 1710                                                            |                  |                   | 50° 37′ 49″ nord, 6° 01′ 55″ est | 31340               | Bâtisse Kirchstrasse 1 (façades et toiture) |
| Maison Haasstrasse 42 (Fassaden und Dächer, Hofeinfahrt und Treppenhaus) | 1747 Laurenz Mefferdatis                                        |                  |                   | 50° 37′ 23″ nord, 6° 02′ 20″ est | 31337               | Maison Haasstrasse 42 (Fassaden und Dächer, Hofeinfahrt und Treppenhaus) |
| Maison Kirchstrasse 16 (Vorderfassade und Dach) | 1830                                                            |                  |                   | 50° 37′ 49″ nord, 6° 01′ 58″ est | 31341               | Maison Kirchstrasse 16 (Vorderfassade und Dach) |
| Maison Heggenstrasse 8 (Blausteinerner Eingang) | 1723                                                            |                  |                   | 50° 38′ 00″ nord, 6° 02′ 01″ est | 31155               | Maison Heggenstrasse 8 (Blausteinerner Eingang) |
| Maison Kirchstrasse 17-23 | 1737                                                            |                  |                   | 50° 37′ 48″ nord, 6° 01′ 57″ est | 31342               | Maison Kirchstrasse 17-23 |
| Maison Heggenstrasse 10 (façades et toiture) | XViiie siècle                                                   |                  |                   | 50° 38′ 00″ nord, 6° 02′ 01″ est | 31156               | Maison Heggenstrasse 10 (façades et toiture) |
| Maison Klosterstrasse 20 (façade et toiture) | XiXe siècle                                                     |                  |                   | 50° 37′ 53″ nord, 6° 01′ 52″ est | 31161               | Maison Klosterstrasse 20 (façade et toiture) |
| Maison Heggenstrasse 14 (façades et toiture) | XViiie siècle                                                   |                  |                   | 50° 38′ 00″ nord, 6° 02′ 02″ est | 31157               | Maison Heggenstrasse 14 (façades et toiture) |
| Maison Klötzerbahn 27 (façade et toiture) | 1757                                                            |                  |                   | 50° 37′ 53″ nord, 6° 02′ 05″ est | 31164               | Maison Klötzerbahn 27 (façade et toiture) |
| Maison Paveestrasse 22 (façades et toiture) | 1800                                                            |                  |                   | 50° 37′ 51″ nord, 6° 01′ 48″ est | 31193               | Maison Paveestrasse 22 (façades et toiture) |
| Die Fassade und das Dach des Wohnteiles des Hofes Hochstrasse 185 | 1733                                                            |                  |                   | 50° 38′ 44″ nord, 6° 01′ 29″ est | 31158               | Die Fassade und das Dach des Wohnteiles des Hofes Hochstrasse 185 |
| Hochstrasse mit Bäumen und Gräben |                                                                 |                  |                   | 50° 38′ 42″ nord, 6° 01′ 27″ est | 31429               | Hochstrasse mit Bäumen und Gräben |
| Maison Paveestrasse 29 (façades et toiture) | XViiie siècle                                                   |                  |                   | 50° 37′ 50″ nord, 6° 01′ 49″ est | 31194               | Maison Paveestrasse 29 (façades et toiture) |
| Bâtisse Klötzerbahn 32 (façades et toiture) (gouvernement de la Communauté germanophone) | 1760—1763 Johann Joseph Couven                                  |                  |                   | 50° 37′ 53″ nord, 6° 02′ 02″ est | 31343               | Bâtisse Klötzerbahn 32 (façades et toiture) (gouvernement de la Communauté germanophone) |
| Bâtisse Rotenberg 35 | 1748 Laurenz Mefferdatis                                        |                  |                   | 50° 37′ 26″ nord, 6° 01′ 49″ est | 31149               | Bâtisse Rotenberg 35 |
| Steinrother Wäldchen |                                                                 |                  |                   | 50° 37′ 20″ nord, 6° 00′ 25″ est | 31045               | Steinrother Wäldchen |
| Bâtisse Marktplatz 1 (couvent des Franciscaines de la Sainte-Famille) | 1752 Léonard Vercken, d'après les plans de Johann Joseph Couven |                  |                   | 50° 37′ 49″ nord, 6° 01′ 52″ est | 31172               | Bâtisse Marktplatz 1 (couvent des Franciscaines de la Sainte-Famille) |
| Bâtisse Werthplatz 1-3 | 1744 Johann Joseph Couven                                       |                  |                   | 50° 37′ 57″ nord, 6° 02′ 17″ est | 31357               | Bâtisse Werthplatz 1-3 |
| Maison Marktplatz 8 (Fassaden und Dächer des Haupthauses und der Anbauten des 18. Jh.'s) | 1750                                                            |                  |                   | 50° 37′ 51″ nord, 6° 01′ 52″ est | 31173               | Maison Marktplatz 8 (Fassaden und Dächer des Haupthauses und der Anbauten des 18. Jh.'s) |
| Maison Werthplatz 2 | XViie siècle                                                    |                  |                   | 50° 37′ 59″ nord, 6° 02′ 18″ est | 31358               | Maison Werthplatz 2 |
| Maison Nispert 18 | 1747 Johann Joseph Couven                                       |                  |                   | 50° 37′ 59″ nord, 6° 02′ 52″ est | 31117               | Maison Nispert 18 |
| Bâtisse Werthplatz 5-7-9 | 1747                                                            |                  |                   | 50° 37′ 56″ nord, 6° 02′ 18″ est | 31195               | Bâtisse Werthplatz 5-7-9 |
| Maison Nispert 18 (Park) |                                                                 |                  |                   | 50° 38′ 01″ nord, 6° 02′ 53″ est | 31344               | Maison Nispert 18 (Park) |
| Bâtisse Werthplatz 12 |                                                                 |                  |                   | 50° 37′ 59″ nord, 6° 02′ 20″ est | 31359               | Bâtisse Werthplatz 12 |
| Maison Werthplatz 48 | XViiie siècle                                                   |                  |                   | 50° 37′ 55″ nord, 6° 02′ 23″ est | 31360               | Maison Werthplatz 48 |
| Lange Kuhdrift |                                                                 |                  |                   | 50° 36′ 45″ nord, 6° 03′ 13″ est | 31046               | Lange Kuhdrift |
| Die Fassaden sowie Form und Materialien der Deckung (sprich Schiefer für das Wohnhaus, S-Ziegel für den Anbau) der Dächer des Wohnhauses und des kleinen Anbaus links des Hauses Nispert 56 | XViiie siècle                                                   |                  |                   | 50° 37′ 55″ nord, 6° 03′ 03″ est | 31175               | Die Fassaden sowie Form und Materialien der Deckung (sprich Schiefer für das Wohnhaus, S-Ziegel für den Anbau) der Dächer des Wohnhauses und des kleinen Anbaus links des Hauses Nispert 56 |
| Château de Stockem | 1502                                                            |                  | Stockem           | 50° 37′ 49″ nord, 6° 00′ 59″ est | 31324               | Château de Stockem |
| Édifice Oe 48 (façades et toits du bâtiment principal et des ailes, croisée d'ogives, pavage de la cour, mur d'enceinte avec entrée à droite et piliers en pierre bleue) | 1745 Johann Conrad Schlaun                                      |                  | [ 4 ]             | 50° 37′ 00″ nord, 6° 01′ 20″ est | 31176               | Édifice Oe 48 (façades et toits du bâtiment principal et des ailes, croisée d'ogives, pavage de la cour, mur d'enceinte avec entrée à droite et piliers en pierre bleue) |
| Maison Olengraben 29 (façade et toiture) | 2e moitié du XVIIIe siècle                                      |                  |                   | 50° 37′ 26″ nord, 6° 02′ 02″ est | 31178               | Maison Olengraben 29 (façade et toiture) |
| Maison Paveestrasse 12 (façade et toiture) | XViiie siècle                                                   |                  |                   | 50° 37′ 52″ nord, 6° 01′ 47″ est | 31191               | Maison Paveestrasse 12 (façade et toiture) |
| Häuser Paveestrasse 13-15 (Fassaden und Dach, Blausteinpfeiler Hofeinfahrt) | 1815                                                            |                  |                   | 50° 37′ 50″ nord, 6° 01′ 47″ est | 31180               | Häuser Paveestrasse 13-15 (Fassaden und Dach, Blausteinpfeiler Hofeinfahrt) |
| MaisonPaveestrasse 14 (façades et toiture) | XiXe siècle                                                     |                  |                   | 50° 37′ 51″ nord, 6° 01′ 47″ est | 31192               | MaisonPaveestrasse 14 (façades et toiture) |
| MaisonPaveestrasse 10 (die Fassade uns das Dach des Hauses und die Fassade des Wintergartens) | 1850                                                            |                  |                   | 50° 37′ 52″ nord, 6° 01′ 46″ est | 31190               | MaisonPaveestrasse 10 (die Fassade uns das Dach des Hauses und die Fassade des Wintergartens) |
| Maison Hufengasse 11 (D) | 1610                                                            |                  |                   | 50° 37′ 48″ nord, 6° 01′ 51″ est | 31338               | Maison Hufengasse 11 (D) |
| Maison Hookstrasse 40 (Fassade, Dach und Vorgarteneinfriedungsmauer) (D) | 1707                                                            |                  |                   | 50° 38′ 02″ nord, 6° 02′ 17″ est | 31159               | Maison Hookstrasse 40 (Fassade, Dach und Vorgarteneinfriedungsmauer) (D) |
| Haus Nispert 51 (Giebel) (D) und der Eingangsbereich mit Kamin, Balken und Treppenaufgang (E) | XViiie siècle                                                   |                  |                   | 50° 37′ 55″ nord, 6° 03′ 00″ est | 31174               | Haus Nispert 51 (Giebel) (D) und der Eingangsbereich mit Kamin, Balken und Treppenaufgang (E) |
| Kriegerdenkmal | 1912 Rudolf Henn                                                | Werthplatz       |                   | 50° 37′ 56″ nord, 6° 02′ 21″ est | 852                 | Kriegerdenkmal |
| Gartenhaus des Hauses Werthplatz 36–38 (die Fassaden, das Dach, die Freitreppe, den Keller und die historischen Elemente des Innenraums) |                                                                 | Werthplatz 36–38 |                   | 50° 37′ 57″ nord, 6° 02′ 25″ est | 31522               | Gartenhaus des Hauses Werthplatz 36–38 (die Fassaden, das Dach, die Freitreppe, den Keller und die historischen Elemente des Innenraums) |
| Waldenburghaus |                                                                 | Hochstraße 269   | Kettenis          | 50° 39′ 33″ nord, 6° 02′ 59″ est | 32239               | Waldenburghaus |
| Maison Bergstraße 62 (façade et toiture) | 1720                                                            | Bergstraße 62    |                   | 50° 37′ 41″ nord, 6° 02′ 00″ est | 31206               | Maison Bergstraße 62 (façade et toiture) |
| Ehemaliges Kino Capitol (Vorderfassade) | 1933 Bemelmans                                                  | Neustraße 79     |                   | 50° 37′ 34″ nord, 6° 01′ 52″ est | 1006                | Ehemaliges Kino Capitol (Vorderfassade) |
| Maison de transformateur | 1928                                                            | Merolser Straße  |                   | 50° 39′ 40″ nord, 6° 03′ 47″ est | 40770               | Maison de transformateur |
| Maison Bergstraße 111 | XViiie siècle                                                   | Bergstraße 111   |                   | 50° 37′ 36″ nord, 6° 02′ 01″ est | 82110               | Maison Bergstraße 111 |
| Maison Schulstraßae 18 | XViiie siècle                                                   | Schulstraße 18   |                   | 50° 37′ 52″ nord, 6° 02′ 12″ est | 106854              | Maison Schulstraßae 18 |